# Raul De Luzenberger
Raul de Luzenberger zu Milnernsheim (Napoli, 5 febbraio 1895 – Napoli, 5 febbraio 1950) è stato un politico italiano, avvocato e senatore della Repubblica italiana.

## Biografia
Raul de Luzenberger nacque a Napoli il 5 febbraio del 1895 dal prof. Augusto, italiano di Gorizia, e dalla napoletana Marietta Casella. Il padre, irredentista, si era trasferito in Italia, ne aveva avuto la cittadinanza, aveva scelto di vivere a Napoli. 
Nella guerra del 1915-1918 de Luzenberger fu al fronte, con la fanteria, in Trentino prima, in Friuli poi. Nel 1917, tenente, combatté proprio nella conca di Gorizia, meritandosi tre croci al merito. Fatto prigioniero, dopo un'azione che gli fece ottenere la medaglia d'argento, fu internato per due anni in campi di prigionia tra Boemia ed Ungheria, tornando in Italia solo a guerra finita nel 1919.
Completati gli studi divenne avvocato, impegnandosi parallelamente nel Partito Popolare Italiano, tra gli organizzatori del Congresso di Napoli (aprile 1920) e tra gli eletti al Consiglio provinciale (1921). Con l'avvento del fascismo si ritirò dalla vita pubblica, impegnandosi sempre più nella professione di avvocato e concedendosi solo qualche incontro con gli amici di Azione Cattolica ed altri vecchi popolari. Sposò Carolina Sanfelice di Bagnoli, da cui ebbe cinque figli. Richiamato ma subito congedato nella seconda guerra mondiale (i molti figli), col governo Badoglio fu nominato Commissario liquidatore della Corporazione fascista del Lavoro di Napoli, incarico riconfermato all'arrivo delle truppe anglo americane. 
Contribuì alla nascita della Democrazia Cristiana napoletana che ebbe come primo segretario Giovanni Leone. Collabora nella segreteria cittadina ed alla preparazione delle elezioni per la Costituente (si presenterà ma non sarà eletto).
Divenuto a sua volta segretario cittadino della Democrazia Cristiana, viene eletto al Senato nel 1948. Relatore di maggioranza per l'approvazione del Patto Atlantico, designato alla Vice presidenza della Commissione Lavoro, muore improvvisamente, domenica 5 febbraio 1950, rientrando a casa dopo un'assemblea di partito.